# 爱尔兰裔新西兰人
爱尔兰裔新西兰人（爱尔兰語：Gael-Nua-Shéalaigh）是作为爱尔兰人后裔或来自于爱尔兰的新西兰人。
19世纪的爱尔兰侨民移居到了新西兰，他们的目的地主要是奥克兰、坎特伯雷和西海岸地区。随着爱尔兰裔逐渐移民到新西兰，他们尤其在奥克兰建立了天主教教堂和学校。 今天，大约有60万新西兰人有爱尔兰血统，爱尔兰文化也对新西兰的文化产生了影响。 
爱尔兰人的后裔与他们的文化与其他欧洲裔新西兰文化混合而形成了现代的新西兰文化。然而，与奥塔哥和南地的许多苏格兰定居者不同，爱尔兰定居者更加分散在全国各地，导致新西兰各地的爱尔兰社区开始明显的与其他社区融合。 由于反爱尔兰裔的偏见，在爱尔兰出生的新西兰人的工作机会受到诸多限制。然而，这并没有阻止许多人加入新西兰警察部队。该警察部队的成员中有40%是1930年代的爱尔兰人的后裔。造成爱尔兰人移民新西兰的主要原因之一是爱尔兰大饥荒。

## 新西兰的爱尔兰地名
爱尔兰裔的公共假期圣帕特里克节于新西兰广被庆祝，在全国有超过65家酒吧参加。  尽管如此，爱尔兰对新西兰文化的影响远不及苏格兰和英格蘭文化。 

## 爱尔兰人到新西兰的移民； 1840-1915 年
第一批爱尔兰人与英国军队的一些获得土地的新西兰皇家退伍军人一同到来。其中大约一半是爱尔兰天主教徒。在19世纪到20世纪初的爱尔兰移民潮期间，移民到新西兰的爱尔兰人主要来自于爱尔兰的阿尔斯特省。 从1840年到1852年，来自伦斯特省的移民在新西兰也非常普遍。然而，来自康诺特省的移民在移民潮期间并不常见，仅占了到新西兰的爱尔兰移民的一小部分。

## 政治
爱尔兰文化相对重要的表现形式主要在在政治领域。爱尔兰人为土地改革、地方自治而非英国统治以及最终的独立而进行的长期斗争是整个19到20世纪初英国政治的主要关注点。许多的新西兰人关注了这些辩论和危机，并以多种方式表达了他们对爱尔兰人斗争的共情。有时，这些政治斗争以混乱暴动的形式出现。在1865年，居于奥卡里托的爱尔兰天主教徒和爱尔兰新教橘子党（一个新教团体）之间发生了一些冲突。在1879年节礼日期间的克赖斯特彻奇，30名爱尔兰人用撬棍袭击了橘子党的游行队伍。而在提马鲁，来自于托马斯·奥德里斯科尔所有的海伯尼安酒店的150名男子包围了爱尔兰的橘子党游行队伍并阻止了他们的游行。

## 新西兰的爱尔兰地名
尽管被大量的英语、毛利语和苏格兰地名所掩盖，新西兰仍有许多与爱尔兰或爱尔兰人有关的地名，其中包括：
- 阿德莫尔，来自于沃特福德郡，阿德莫尔
- 阿森理，来自于泰隆郡，阿森理
- 巴兰斯，以爱尔兰出生的总理约翰·巴兰斯的名字命名
- 班戈，来自于唐郡，班戈
- 贝尔法斯特，来自于北爱尔兰首府贝尔法斯特
- 鲍恩镇，以爱尔兰出生的新泽西州州长乔治·鲍恩的名字命名
- 卡姆拉，来自于莫纳汉郡，卡姆拉
- 卡普斯顿，以爱尔兰定居者帕特里克·奎克·卡普斯的名字命名
- 科洛阿顿，来自于多尼戈尔郡，科洛阿顿
- 达格维尔，以爱尔兰定居者约瑟夫·达格维尔的名字命名
- 德罗莫尔
- 邓桑德尔，以戈尔韦的邓桑德尔城堡命名
- 新西兰，格拉斯内文，以都柏林，格拉斯内文命名
- 新西兰，格莱纳维，以安特里姆郡，格莱纳维命名
- 格兰梅西，以爱尔兰出生的总理威廉·梅西的名字命名
- 霍布森维尔，以爱尔兰出生的州长威廉·霍布森命名
- 赫尔利维尔，以一个爱尔兰移民家庭命名
- 卡蒂卡蒂，以前称为沃特福德
- 凯里镇，以凯里郡命名
- 金林其，以唐郡，金林其命名
- 金斯敦，原名圣约翰，以爱尔兰出生的警察局长圣约翰·布拉尼根的名字命名
- 马丁堡，以爱尔兰定居者约翰·马丁的名字命名
- 莫里斯维尔，以爱尔兰出生的移民和皇家土地部长乔治·莫里斯·奥罗克爵士的名字命名
- 梅西，以爱尔兰出生的总理威廉·梅西的名字命名
- 香农，以爱尔兰定居者乔治·万斯·香农的名字命名
- 皇后镇，以科夫命名
- 韦斯特波特，以梅奥郡，韦斯特波特命名